# 琚寨村
琚寨村，是中华人民共和国山西省长治市上党区荫城镇下辖的一个村。
2016年12月9日，琚寨村公布为第四批中国传统村落。
2019年1月21日，琚寨村公布为第七批中国历史文化名村。